# FK Union Cheb
L'FK Union Cheb o Union Cheb è una società calcistica ceca con sede nella città di Cheb. Ha giocato per diversi anni a discreti livelli nel campionato cecoslovacco. Adesso la squadra è in Karlovarský kraj, il quinto livello del calcio ceco.

## Cronistoria
- 1951: viene fondato il VSJ Sokolovo Cheb
- 1952: il club è rinominato DSO Rudá Hvězda Cheb
- 1966: il club è rinominato VTJ Dukla Hraničář Cheb
- 1972: il club è rinominato TJ Rudá Hvězda Cheb (RH Cheb)
- 1990: il club è rinominato SKP Union Cheb
- 1994: il club è rinominato FC Union Cheb
- 2001: il club è rinominato FK Union Cheb 2001

## Palmarès

### Competizioni internazionali
- Coppa Intertoto: 1

1981

### Altri piazzamenti
- Coppa Mitropa:

Finalista: 1958
Terzo posto: 1979-1980

## Giocatori celebri

### Vincitori di titoli
Calciatori campioni olimpici di calcio
- Lubomír Pokluda (Mosca 1980)